# Caraúbas do Piauí
Caraúbas do Piauí is een gemeente in de Braziliaanse deelstaat Piauí. De gemeente telt 5.595 inwoners (schatting 2009).
De gemeente grenst aan Joaquim Pires, São José do Divino, Piracuruca, Cocal, Buriti dos Lopes en Caxingó.